# Olcyphides helvolus
Olcyphides helvolus är en insektsart som först beskrevs av Jean Guillaume Audinet Serville 1838.  Olcyphides helvolus ingår i släktet Olcyphides och familjen Pseudophasmatidae. Inga underarter finns listade i Catalogue of Life.